# Стара Весь (Сілезьке воєводство)
Стара Весь (пол. Stara Wieś) — село в Польщі, у гміні Вілямовиці Бельського повіту Сілезького воєводства.
Населення — 2019 осіб (2011).

## Демографія
Демографічна структура станом на 31 березня 2011 року:
|          | Загалом | Допрацездатний вік | Працездатний вік | Постпрацездатний вік |
| -------- | ------- | ------------------ | ---------------- | -------------------- |
| Чоловіки | 1003    | 223                | 659              | 121                  |
| Жінки    | 1016    | 213                | 607              | 196                  |
| Разом    | 2019    | 436                | 1266             | 317                  |